# Aeroportul Qala i Naw
Aeroportul Qala i Naw (IATA: LQN, ICAO: OAQN) este un aeroport din Qala-i-Naw, Qala e Naw District⁠(d), Provincia Badghis, Afganistan ce deservește zona provincia Badghis.
Situat la o altitudine de 914 m, aeroportul dispune de o singură pistă.